# Rachias virgatus
Rachias virgatus is een spinnensoort in de taxonomische indeling van de bruine klapdeurspinnen (Nemesiidae).
Rachias virgatus werd in 1924 beschreven door Vellard.